# Sam McMurray
Sam McMurray (New York, 15 aprile 1952) è un attore statunitense.

## Biografia
McMurray è nato a New York, il figlio di Jane Hoffman e Richard McMurray, entrambi attori. È ebreo per parte di madre e irlandesi per parte di padre.
Tra i suoi film più noti: Arizona Junior, Magic Numbers - Numeri magici e Un Natale esplosivo. In televisione è apparso in moltissime serie televisive, le più note Breaking Bad, Jarod il camaleonte, Moonlighting, Un detective in corsia, Malcolm, I Soprano, The King of Queens, Spin City e Friends, dove interpretava il ruolo di Doug, capo di Chandler Bing.
Nel 2014 ha interpretato un ruolo principale nella serie ABC Cristela. È stato inoltre la prima guest star della serie animata I Simpson.

## Filmografia parziale

### Cinema
- C.H.U.D., regia di Douglas Cheek (1984)
- Dance - Voglia di successo (Fast Forward), regia di Sidney Poitier (1985)
- Arizona Junior, regia di Joel e Ethan Coen (1987)
- National Lampoon's Christmas Vacation - Un Natale esplosivo! (National Lampoon's Christmas Vacation), regia di Jeremiah S. Chechik (1989)
- Il piccolo grande mago dei videogames (The Wizard), regia di Todd Holland (1989)
- Forza d'urto (Stone Cold), regia di Craig R. Baxley (1991)
- Bella da morire (Drop Dead Gorgeous), regia di Michael Patrick Jann (1999)
- Gli infiltrati (The Mod Squad), regia di Scott Silver (1999)
- Jenny's Wedding, regia di Mary Agnes Donoghue (2015)

### Televisione
- I Jefferson (The Jeffersons) – serie TV, episodio 5x23 (1979)
- Moonlighting – serie TV, episodio 3x11 (1987)
- Quell'uragano di papà (Home Improvement) – serie TV, 1 episodio (1994)
- Friends – serie TV, 3 episodi (1997-2001)
- Malcolm (Malcolm in the Middle) – serie TV, un episodio (2001)
- I Soprano (The Sopranos) – serie TV, episodio 3x07 (2001)
- The King of Queens – serie TV, 16 episodi (2001-2006)
- Boston Legal – serie TV, 1 episodio (2007)
- Cold Case - Delitti irrisolti (Cold Case) – serie TV, 1 episodio (2007)
- NCIS - Unità anticrimine (NCIS) – serie TV, episodi 9x03-22x07 (2011-2024)
- Grey's Anatomy – serie TV, episodio 8x06 (2011)
- Cristela – serie TV, 22 episodi (2014-2015)
- Masters of Sex – serie TV, 1 episodio (2015)
- Devious Maids - Panni sporchi a Beverly Hills (Devious Maids) – serie TV, 4 episodi (2016)
- Bull – serie TV, 1 episodio (2016)
- Grace and Frankie – serie TV, 2 episodi (2019)
- Elementary – serie TV, episodio 7x04 (2019)

### Doppiatore
- I Simpson (The Simpsons) – serie TV, 3 episodi (1990)
- I dinosauri (Dinosaurus) – serie TV, 50 episodi (1991-1994)
- Fuori di zukka (Free for All) – serie TV, 7 episodi (2003)

## Doppiatori italiani
Nelle versioni in italiano delle opere in cui ha recitato, Sam McMurray è stato doppiato da:
- Alessandro Rossi in Matlock, Friends (ep. 3x24, 8x11), Gli infiltrati
- Carlo Valli ne Il piccolo grande mago dei videogames, Boston Legal, Jenny's Wedding
- Roberto Chevalier in Dance - Voglia di successo, Forza d'urto
- Claudio Capone in Moonlighting, Bella da morire
- Ambrogio Colombo in Breaking Bad, Grey's Anatomy
- Enrico Maggi ne I Jefferson
- Renato Cortesi in Arizona Junior
- Stefano Benassi in Un Natale esplosivo
- Alberto Caneva in Papà ti aggiusto io!
- Nino Prester in Friends (ep. 5x12)
- Sergio Di Stefano in Malcolm
- Oliviero Dinelli in Cold Case - Delitti irrisolti
- Guido Sagliocca in NCIS - Unità anticrimine (ep. 9x03)
- Stefano Mondini in NCIS - Unità anticrimine (ep. 22x07)
- Angelo Nicotra in Lake Placid 2 - Il terrore continua
- Michele Kalamera in Zack & Cody al Grand Hotel
- Gianni Giuliano in Desperate Housewives
- Donato Sbodio in Scandal
- Paolo Marchese in The Fosters
- Saverio Indrio in Cristela
- Rodolfo Bianchi in Masters of Sex
- Dario Penne in Devious Maids - Panni sporchi a Beverly Hills
- Michele Gammino in Bull
- Stefano Thermes in Unbreakable Kimmy Schmidt
- Luca Graziani in Grace and Frankie
- Teo Bellia in Mom
- Ennio Coltorti in Elementary
- Vittorio Guerrieri ne Il piccolo grande mago dei videogames (ridoppiaggio)
- Tony Sansone in Pazzi a Beverly Hills (ridoppiaggio)

Da doppiatore è sostituito da:
- Vittorio Amandola ne I dinosauri
- Manfredi Aliquò in Ricreazione: Un nuovo inizio
- Marco Balbi in Fuori di zukka
- Raffaele Fallica in Sunset Overdrive